# Ketelsluis (Emden)
De Ketelsluis (Duits: Kesselschleuse) in de Duitse stad Emden is een sluis die bekend is door zijn ronde vorm, de ketel, die een diameter van 33 meter heeft. In wezen is de ketel een zwaaikom die verbonden is met vier schutkolken die haaks op elkaar staan. Dit in tegenstelling tot de eveneens bekende ronde sluis van Agde in Zuid-Frankrijk, waar de centrale kom zelf de schutkolk is.

## Bouwgeschiedenis
De sluis, die oorspronkelijk twee sluiskamers had, werd in 1886 en 1887 gebouwd als onderdeel van het Eems-Jadekanaal. Tussen 1911 en 1913 werd de sluis uitgebreid naar vier sluiskamers. De sluis had twee sluiswachters nodig voor de bediening, maar van 1967 tot 1972 werd de aandrijving van de sluisdeuren en de bruggen geëlektrificeerd, wat de doorvaarttijd sterk bekortte. Tussen 1982 en 1989 werd de sluis helemaal gerenoveerd.

## Waterwegen
Bij de sluis komen de volgende waterwegen samen:
1. noord: de stadsgracht van Emden (Emder Stadtgraben)
2. oost: het Eems-Jadekanaal
3. zuid: het Fehntjer Tief
4. west: de Rote Siel; een uitloper van de Falderndelft, welke weer een onderdeel van de zeehaven van Emden vormt.